# Ademar Resende de Andrade
Ademar Resende de Andrade (Leopoldina, 1897 — Juiz de Fora, 1998) foi um político brasileiro.
Exerceu o cargo de prefeito de Juiz de Fora de 1955 a 1959 e de 1963 a 1967.